# Jean de Vandenesse
Jean de Vandenesse (Gray, ca. 1497 – aldaar (?), na 1560) was een Bourgondisch hoveling en kroniekschrijver van keizer Karel V en koning Filips II van Spanje.

## Leven
Vandenesse kwam uit de Franche-Comté, waar een dorp Vandenesse bestond. Zijn gelijknamige vader was sommelier van Filips de Schone en zelf werd hij valet en controleur van Karel van Luxemburg, landsheer der Nederlanden. Na diens keizerskroning bleef Vandenesse in functie en werd hij in 1524 geädeld met zijn broers Guillaume en Maximilien. Vanaf 1514 redigeerde Vandenesse een dagboek over de reizen van de keizer, die hij telkens vergezelde. In droog detail beschreef hij gebeurtenissen als de Tunesische expeditie (1535) en de geharnaste rijksdag van Augsburg (1547-1548). Van het werk, opgedragen aan kardinaal Granvelle, bestonden exemplaren in Doornik, Parijs, Besançon en Vlaanderen. In 1545 werd hij kapitein en kastelein van het kasteel van Gray. 
Op last van Karel V stopte Vandenesse in 1551 met zijn keizerlijke reiskroniek en zette hij deze taak voort in dienst van prins Filips. Hij kreeg dezelfde functies in diens hofhouding en volgde hem naar Spanje. Dit tweede reisjournaal beëindigde Vandenesse op 6 juni 1560, toen hij naar eigen zeggen 63 jaar oud was. Vervolgens keerde hij terug naar zijn geboorteland, waar hij op gevorderde leeftijd overleed. Zijn zoon Jacques de Vandenesse speelde een rol in de Tachtigjarige Oorlog.

## Publicaties
- Sommaire des voyaiges faictz par Charles, cincquiesme de ce nom, tousjours auguste, empereur des Romains, roy des Espaignes, de Naples, de Cecille, de Navarre, etc., archiduc d’Austrice, duc de Bourgongne, de Brabant, de Geldres, etc., comte de Flandres, de Bourgongne, d’Arthois, etc., seigneur et dominateur en Asie et en Africque, des mers Océane et Méditerranée, etc.

## Uitgaven
- Louis-Prosper Gachard, Collection des voyages des souverains des Pays-Bas, vol. II, Journal des voyages de Charles Quint, de 1514 à 1551, par Jean de Vandenesse, 1874, p. 53-464
- Louis-Prosper Gachard en Charles Piot, Collection des voyages des souverains des Pays-Bas, vol. IV, Journal des voyages de Philippe II, de 1554 à 1569, par Jean de Vandenesse, 1882, p. 3-82

- Bibliothèque nationale de France: cb137435779 (data)
- International Standard Name Identifier: 0000 0000 0289 2146
- Nederlandse Thesaurus van Auteursnamen: 071313427
- Système universitaire de documentation: 079822487
- Virtual International Authority File: 312700489
- WorldCat: E39PCjrG9pm7CmWJfkttWkPjfm